# John Cannis
John Cannis (né le 4 novembre 1951 à Kalymnos en Grèce) est un homme politique canadien.

## Biographie
Il devint député à la Chambre des communes du Canada, représentant la circonscription ontarienne de Scarborough-Centre en 1993 sous la bannière du Parti libéral du Canada. Réélu en 1997, 2000, 2004, 2006 et en 2008, il fut défait par la conservatrice Roxanne James en 2011.